# 平成百景

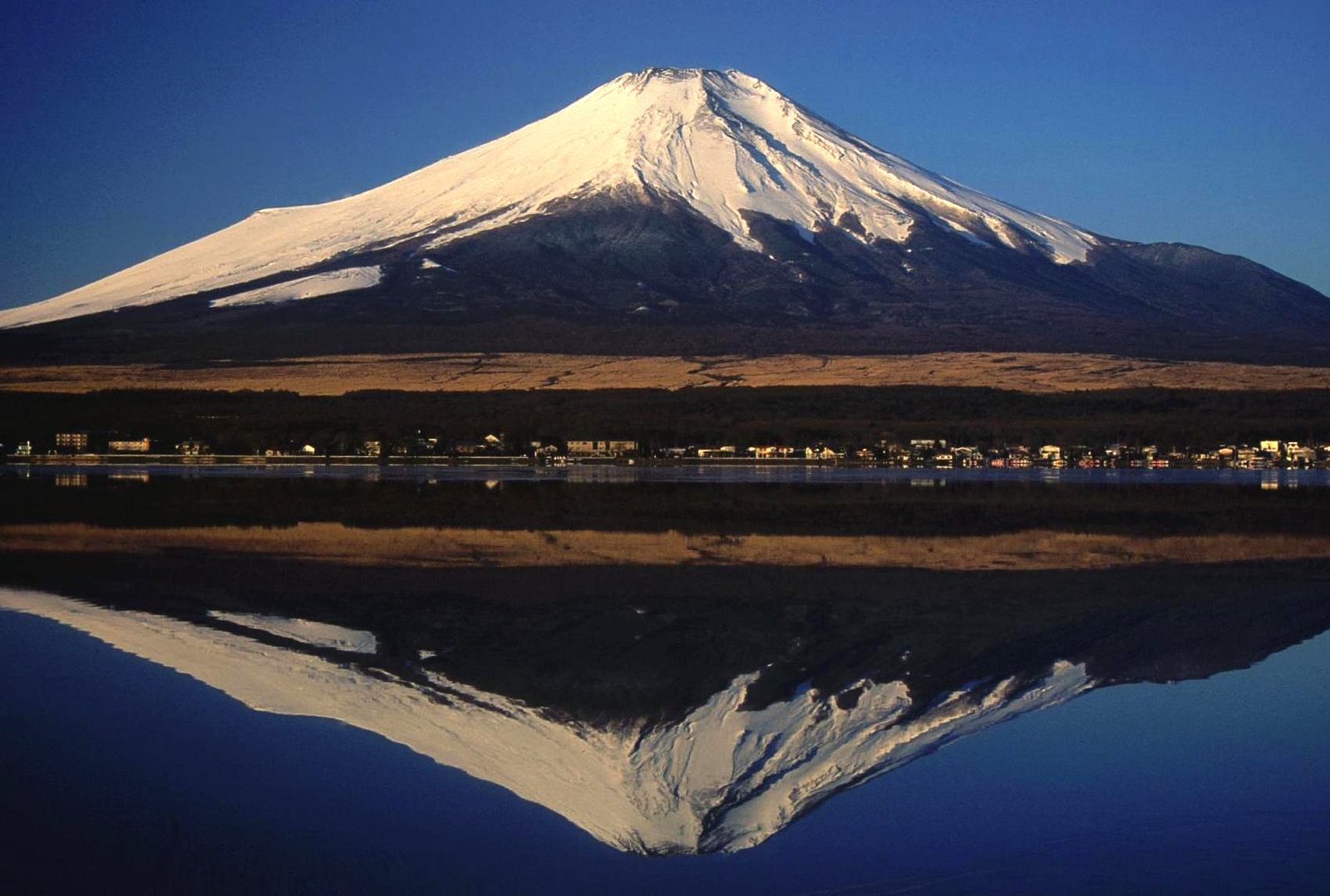
第1位 - 富士山（山中湖に映る逆さ富士）

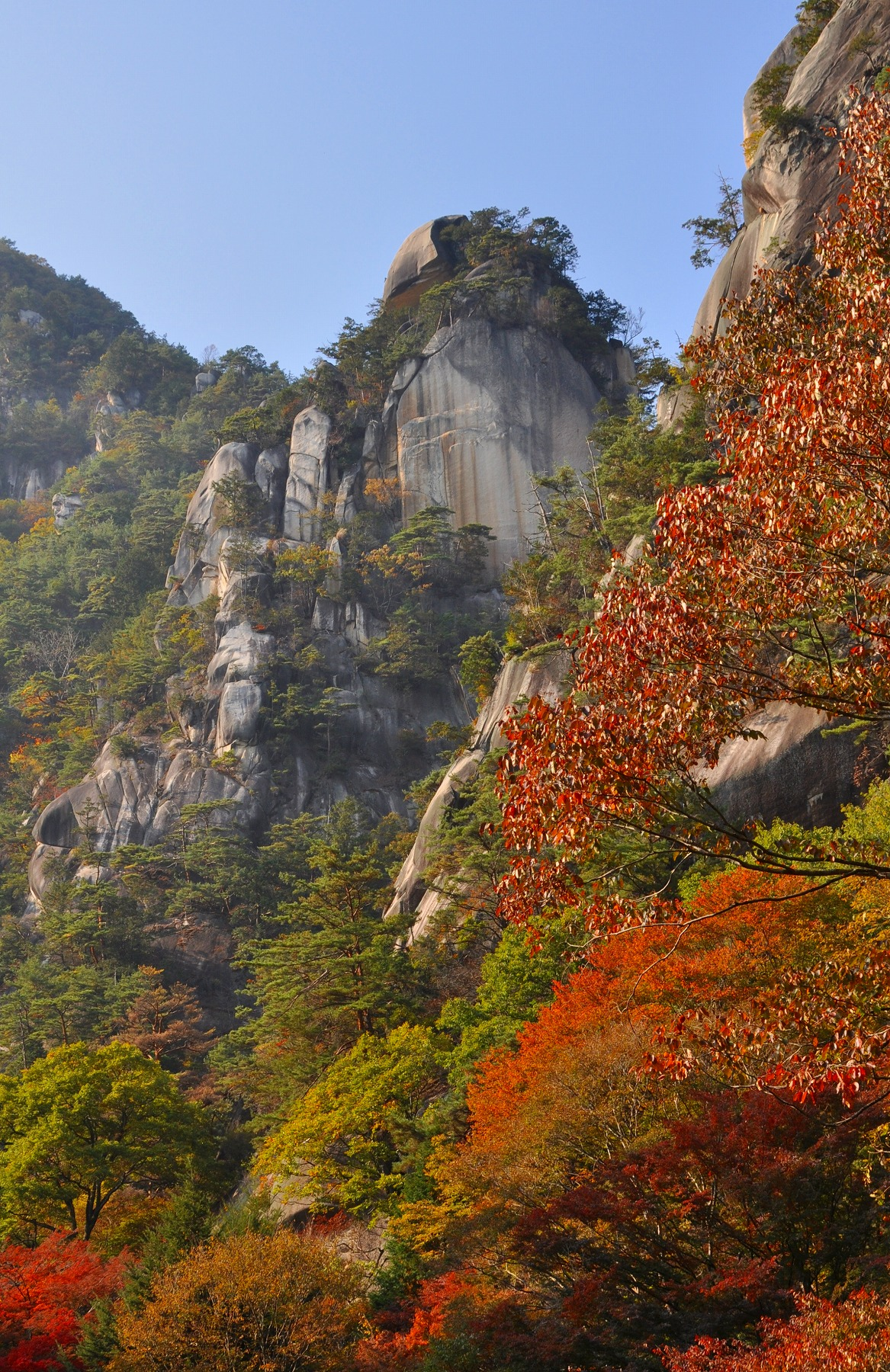
第2位 - 昇仙峡（秋の覚円峰）

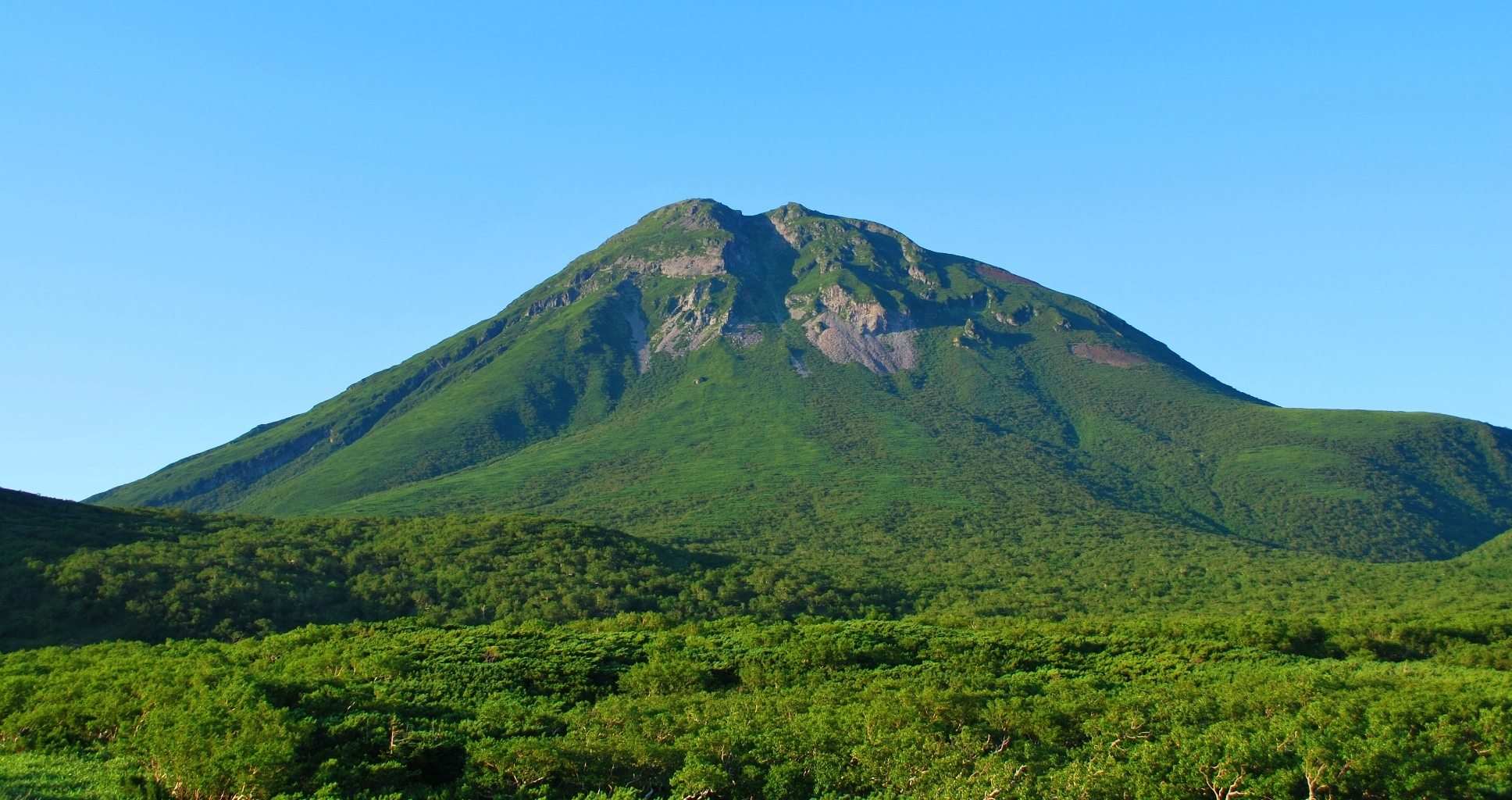
第3位 - 知床（羅臼岳）

平成百景（へいせいひゃっけい）は、2009年（平成21年）4月中旬に読売新聞創刊135周年を記念して選ばれた、新たな平成時代の景観。

## 概要
風景写真家・竹内敏信の監修の下、300か所の写真付き候補地を選出し1月上旬に提示され、読売新聞紙上とYOMIURI ONLINEで投票（1月15日～3月1日）を募った。応募総投票数は642,314票（1人5か所までの併記式の総票数。内訳はハガキ116,242票、インターネット57,372票）。地域振興を図るという企画の趣旨に鑑み、地域バランスを考慮。さらに平成になって生まれたり、再生・見直されたりした景観も重視し各選考委員が強く推薦した景観を加えて審議、最終決定し4月16日から17日の二日間に亘り紙上発表された。その結果、得票数30位まではすべて選ばれ、得票数100位までのうちでも約7割が選ばれたが、得票数順に上位100か所が選ばれたわけではない。また候補地提示は紙面の都合と見られるが1-2行の紹介文と切手より一回り大きな程度の写真をともなったものであった。
2009年5月30日 - 横浜市で上位10位の各地元代表として知事や市町村長に読売新聞から認定証が渡され、「認定は最初のステップ。地域活性化、景観の保護・保存の次の段階に進んでいただければ」との旨の挨拶もあり、そのあと参加者による「平成百景サミット」を開き相互の連携の可能性も話し合われた。

## 平成百景

### 得票数上位30位
1. 富士山（山梨・静岡）
2. 昇仙峡（山梨）
3. 知床（北海道）
4. 十和田湖・奥入瀬川（青森・秋田）
5. 合掌造り（岐阜・富山）
6. 京都の寺社（京都）
7. 姫路城（兵庫）
8. 上高地（長野）
9. 函館の夜景（北海道）
10. 尾瀬（群馬・福島・新潟）
11. 高千穂峡（宮崎）
12. 宮島（広島）
13. 甲府盆地の夜景（山梨）
14. 秩父夜祭（埼玉）
15. 縄文杉（鹿児島）
16. 東京タワー（東京）
17. 美瑛（びえい）の丘（北海道）
18. 釧路湿原（北海道）
19. 白崎海岸（和歌山）
20. 伊勢神宮（三重）
21. 阿蘇山（熊本）
22. 黒部ダム（富山）
23. 霞ヶ浦の帆引き船（茨城）
24. 曽木の滝（鹿児島）
25. 日光の社寺・杉並木（栃木）
26. 錦帯橋（山口）
27. 東京ディズニーリゾート（千葉）
28. 蔵王（山形・宮城）
29. サンゴ礁（沖縄）
30. 原爆ドーム（広島）

### 得票数上位30位以外
※得票順位は非公開。順番は掲載順。
- 流氷（北海道）
- 旭山動物園（北海道）
- ねぶた（青森）
- 弘前城（青森）
- 白神山地（青森・秋田）
- 平泉（岩手）
- 角館（秋田）
- 山寺（山形）
- 松島（宮城）
- 会津若松（福島）
- 大内宿（福島）
- 草津温泉（群馬）
- 鉄道博物館（埼玉）
- 川越（埼玉）
- 長瀞（埼玉）
- 佐原（千葉）
- 丸の内（東京）
- 秋葉原（東京）
- 日本橋（東京）
- 浅草寺雷門（東京）
- 柴又帝釈天・矢切の渡し（東京・千葉）
- 京浜工業地帯（東京・神奈川など）
- 横浜みなとみらい21（神奈川）
- 鎌倉（神奈川）
- 箱根・芦ノ湖（神奈川）
- 北アルプス（長野・岐阜・富山・新潟）
- 松本城（長野）
- 妻籠・馬籠（長野・岐阜）
- 山古志の棚田（新潟）
- 金沢（石川）
- 永平寺（福井）
- 東尋坊（福井）
- 犬山城と日本ライン（愛知・岐阜）
- 名古屋城（愛知）
- 大井川鉄道（静岡）

- 高山（岐阜）
- 琵琶湖（滋賀）
- 延暦寺（滋賀）
- 祇園（京都）
- 天橋立（京都）
- 伊根の舟屋（京都）
- 奈良の寺社（奈良）
- 法隆寺（奈良）
- 吉野山（奈良）
- 大阪城（大阪）
- 中之島（大阪）
- 通天閣（大阪）
- 神戸ルミナリエ（兵庫）
- 高野山（和歌山）
- 熊野古道（和歌山・奈良・三重）
- 四国霊場八十八か所（香川・徳島・高知・愛媛）
- 金刀比羅宮（香川）
- 直島（香川）
- 鳴門の渦潮（徳島）
- 四万十川（高知）
- 道後温泉（愛媛）
- 鳥取砂丘（鳥取）
- 宍道湖（島根）
- 出雲大社（島根）
- 倉敷（岡山）
- 秋吉台（山口）
- 太宰府天満宮（福岡）
- 吉野ヶ里遺跡（佐賀）
- 平和公園（長崎）
- 雲仙岳（長崎）
- 熊本城（熊本）
- 別府八湯（大分）
- 由布院（大分）
- 桜島（鹿児島）
- 竹富島（沖縄）

## 選考委員
読売新聞東京本社社長を含め10人からなる選考委員会で選考された。
- 大塚陸毅（日本経団連観光委員会委員長）
- 金井耿（日本旅行業協会会長）
- 菊川怜（女優）
- 酒井順子（エッセイスト）
- 中村徹（日本観光協会会長）
- アーサー・ビナード（詩人）
- 藤森照信（建築家）
- 舩山龍二（日本ツーリズム産業団体連合会会長）
- 本保芳明（観光庁長官）
- 老川祥一（読売新聞東京本社代表取締役社長）

## 企画関係者
読売新聞創刊135周年を記念したこの企画には下記の団体なども後援・協力した。
- 主催 - 読売新聞社
- 後援 - 国土交通省、観光庁、日本政府観光局、日本経済団体連合会、日本観光協会、日本ツーリズム産業団体連合会、日本旅行業協会、全国旅行業協会
- 協賛 - キヤノン、JR北海道、JR東日本、JR東海、JR西日本、JR四国、JR九州、日本航空、日本たばこ産業、富士重工業など
- 特別協力 - 近畿日本鉄道、南海電気鉄道など
- 協力 - エイチ・アイ・エス、近畿日本ツーリスト、クラブツーリズム、ジェイティービー、阪急交通社、読売旅行